# Ennio Antonelli
Ennio Antonelli (Todi, 18 november 1936) is een Italiaans geestelijke en een kardinaal van de Rooms-Katholieke Kerk.
Antonelli studeerde aan het seminarie in Todi en vervolgens in Assisi en aan de Pauselijke Lateraanse Universiteit in Rome. Daar behaalde hij een graad in de theologie. Hij promoveerde vervolgens aan de universiteit van Perugia in de klassieke letteren. Hij werd op 2 april 1960 priester gewijd. Antonelli was rector van het seminarie van Assisi en hoogleraar klassieke talen in Perugia.
Op 25 mei 1982 werd Antonelli benoemd tot bisschop van Gubbio. Zijn bisschopswijding vond plaats op 29 augustus 1982. Op 6 oktober 1988 volgde zijn benoeming tot aartsbisschop van Perugia-Città della Pieve. Antonelli werd op 26 mei 1995 gekozen als secretaris-generaal van de Italiaanse bisschoppenconferentie. Op 21 maart 2001 werd hij benoemd tot aartsbisschop van Florence.
Antonelli werd tijdens het consistorie van 21 oktober 2003 kardinaal gecreëerd. Hij kreeg de rang van kardinaal-priester. Zijn titelkerk werd de Sant'Andrea delle Fratte. Hij nam deel aan de conclaven van 2005 en 2013.
Op 7 juni 2008 werd Antonelli benoemd tot president van de Pauselijke Raad voor het Gezin. In die hoedanigheid trad hij in november 2008 in het strijdperk voor het recht op leven van Eluana Englaro, een Italiaanse vrouw die al 16 jaar in coma lag. De Italiaanse Hoge Raad had gevonnist dat in het geval van deze vrouw passieve euthanasie was toegestaan.
Op 26 juni 2012 ging Antonelli met emeritaat.
Op 18 november 2016 verloor Antonelli - in verband met het bereiken van de 80-jarige leeftijd - het recht om deel te nemen aan een toekomstig conclaaf.
- Gemeinsame Normdatei: 1034053930
- International Standard Name Identifier: 0000 0000 4986 8530
- Library of Congress Control Number: n98107332
- Nationale Bibliotheek van Polen: a0000003187979
- Istituto Centrale per il Catalogo Unico: RT1V007163
- Système universitaire de documentation: 074165046
- Virtual International Authority File: 66406186